# Leo de Caluwé

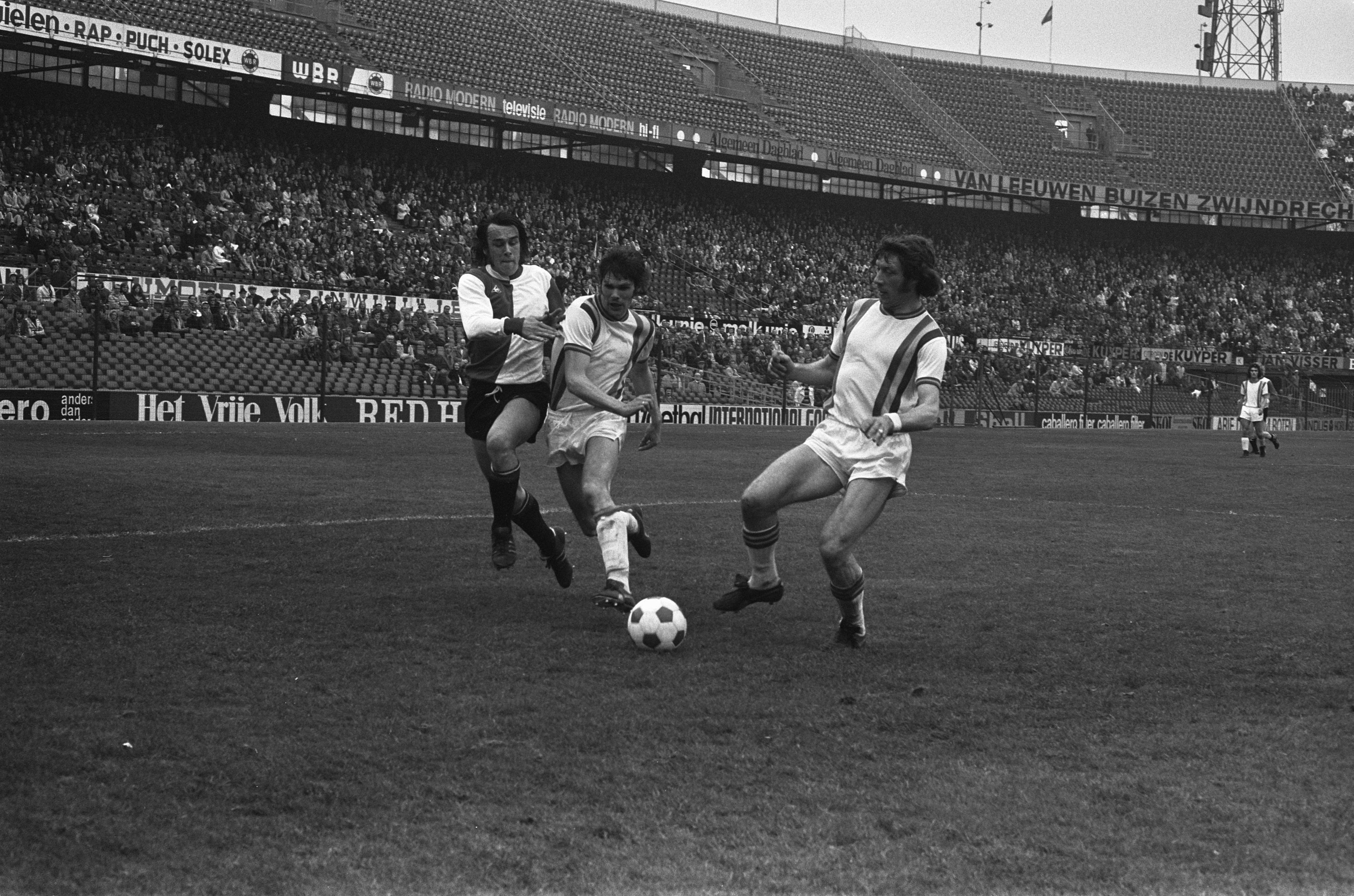
Leo de Caluwé in actie met links naast hem Peter Ressel en rechts ploeggenoot Aad Mansveld

Leo de Caluwé (Den Haag, 31 augustus 1948) is een voormalig profvoetballer van FC Den Haag.
De Caluwé speelde zijn hele loopbaan voor de profclub uit zijn geboortestad. De vleugelverdediger debuteerde in het seizoen 1969-1970 voor FC Den Haag in de eredivisie. In 1975 veroverde hij met de Hagenezen de KNVB beker ten koste van FC Twente. In 1978 beëindigde De Caluwé na ruim honderd wedstrijden voor FC Den Haag zijn professionele voetballoopbaan. Hierna speelde hij nog bij TONEGIDO. Ook kwam hij acht keer uit voor het militair elftal.  Na zijn carrière werkte hij onder meer als grafisch vormgever.